# ورزشکاه آکا آرنا
ورزشکاه آکا آرنا (به لاتین: Aka Arena) یک ورزشگاه فوتبال در نروژ است که در هونفوس واقع شده‌است.